# Jakten på ökenguldet
Jakten på ökenguldet var ett svenskt lekprogram som gick på TV3. Det leddes av Harald Treutiger och My Klingwall och spelades in i Wadi Rumöknen i Jordanien. Framgången uteblev och programmet lades ner efter första säsongen. 
Två kvinnor och två män deltog i programmet. De manliga och kvinnliga deltagarna kämpade i dueller mot varandra. Den segrande mannen och kvinnan måste samarbeta med varandra i ett 2 500 m² stort palats specialbyggt för programmet. Där ställdes de inför kluriga utmaningar som testade deras förmåga att lösa problem varefter de fick en gåta från ökendrottningen (spelad av Ing-Marie Carlsson). Lyckades de lösa gåtan fick de en genväg in i smältrummet där guldet skulle smältas. Under utmaningarna bar de ett ljus som de måste hålla vid liv. Slocknade ljuset förlorade de ett "liv" och de hade tre liv sammanlagt. När de inte hade några liv kvar eliminerades de. För varje utmaning duon klarade fick de en Jidi som representerade en urna inne i smältrummet. När de tagit sig fram till smältrummet kunde de smälta och gjuta guldtackor. Guldtackorna omvandlades till pengar och som mest kunde det bli 100 000 kr.
Programmet lanserades i svensk TV 21:00 lördagen den 18 september 1999 med Charlotte Nilsson, Lasse Holm, Li Sennis och Tomas Arnewid.